# Rita Montaner
Rita Montaner, właśc. Rita Aurelia Fulcida Montaner y Facenda (ur. 20 sierpnia 1900 w Guanabacoa, zm. 17 kwietnia 1958 w Hawanie) – kubańska piosenkarka (mezzosopranistka) i aktorka.
Była córką lekarza. Już w wieku 10 lat rozpoczęła naukę gry na fortepianie i śpiewu. Występować zaczęła w wieku 16 lat, tworząc w nurcie Zarzuela. Trzy lata później dawała już recitale na terenie całej Kuby, a także w hawańskich teatrach. Już w tym okresie nagrywa i wykonuje takie przeboje jak choćby Presentimiento. W 1922 r., występuje na Festival de Música Típica Cubana. Następnie pojawia się w pierwszym kubańskim programie radiowym PWX natychmiast zostając jego gwiazdą. Cieszy się w tym okresie sławą jednej z najpopularniejszych kubańskich piosenkarek.
W wieku 27 lat wyjeżdża do Nowego Jorku, licząc na międzynarodową karierę. Popularyzuje tam tradycyjną kubańska muzykę. Już w 1928 r., Rita występuje z powodzeniem w USA u boku pianisty Ignacjo Villa. Następnie z równym powodzeniem koncertuje w Europie, występując między innymi w Walencji i Madrycie.
W kolejnych latach przebywa zarówno na Kubie jak i w USA, a w 1933 r., zaczyna tournée po Meksyku. Na okres ten przypada też początek jej kariery filmowej. Jeszcze w tym samym roku występuje w filmie La noche del pecado. W kolejnych latach kontynuuje zarówno karierę wokalną jak i aktorską występując w kolejnych produkcjach filmowych. W 1939 r., odbywa tournée po Wenezueli, w 1940 po USA, a w 1941 po Argentynie.
Do końca życia cieszy się sławą największej kubańskiej gwiazdy, występuje u boku takich znakomitości jak choćby Chano Pozo. Występuje w najpopularniejszym hawańskim klubie Tropicana, pojawia się w telewizji i radiu. W 1955 r., występuje w Peru. Artystka zmarła w 1958 r., na raka. Do dzisiaj uznawana jest za jedną z największych gwiazd i prekursorek muzyki kubańskiej, pierwszej połowy XX wieku.

## Odniesienia w kulturze
- W 2010 r., miał swoją premierę brytyjsko-hiszpański film animowany Chico & Rita (Chico i Rita), w reżyserii Javiera Mariscala, Fernando Trueba i Tono Errando. Tytułowa postać Chico była luźno inspirowana postacią Bebo Valdésa, a Rity postacią Rita Montaner. Produkcja była w 2012 r., nominowana w kategorii najlepszy długometrażowy film animowany podczas 84 ceremonii wręczenia Oscarów[1].

## Filmografia
- Píntame angelitos blancos (1954)
- La única (1952)
- Negro es mi color (1951)
- Víctimas del pecado (1951)
- La renegada (1951)
- Ritmos del Caribe (1950)
- Al son del mambo (1950)
- Anacleto se divorcia (1950)
- Pobre corazón (1950)
- Angelitos negros (1948)
- María la O (1948)
- Romance musical (1941)
- El romance del palmar (1938)
- La noche del pecado (1933)